# Eumetriochroa
Eumetriochroa es un género de polillas que pertenecen a la familia Gracillariidae. Agrupa a cinco especies reconocidas que se distribuyen en Japón y China.

## Etimología
El nombre «Eumetriochroa» deriva de las palabras griegas eu que significa «original» o «primitivo», metrios que significa «moderado» o «templado», y chroa, cuyo significado es «piel» o «color de la piel».

## Especies
Se reconocen las siguientes especies:
- Eumetriochroa araliella Kobayashi, Huang & Hirowatari, 2013
- Eumetriochroa hederae Kumata, 1998
- Eumetriochroa hiranoi Kumata, 1998
- Eumetriochroa kalopanacis Kumata, 1998
- Eumetriochroa miyatai Kumata, 1998